# Spojené státy americké na Letních olympijských hrách 2016
Spojené státy americké na Letních olympijských hrách v roce 2016 v Rio de Janeiru reprezentovalo 554 sportovců ve 30 sportech.

## Medailisté
| Medaile | Jméno sportovce | Sport                | Disciplína                                |
| ------- | --- | -------------------- | ----------------------------------------- |
| Zlato   | Virginia Thrasherová | Sportovní střelba    | Ženy 10 metrů vzduchová puška             |
| Zlato   | Nathan Adrian Caeleb Dressel Anthony Ervin* Jimmy Feigen* Ryan Held Michael Phelps Blake Pieroni* | Plavání              | Muži 4 × 100 metrů volný způsob štafeta   |
| Zlato   | Katie Ledecká | Plavání              | Ženy 400 metrů volný způsob               |
| Zlato   | Ryan Murphy | Plavání              | Muži 100 metrů znak                       |
| Zlato   | Lilly Kingová | Plavání              | Ženy 100 metrů prsa                       |
| Zlato   | Simone Bilesová Gabby Douglasová Laurie Hernandezová Madison Kocian Aly Raismanová | Sportovní gymnastika | Ženy družstvo víceboj                     |
| Zlato   | Michael Phelps | Plavání              | Muži 200 metrů motýlek                    |
| Zlato   | Gunnar Bentz* Jack Conger* Conor Dwyer Townley Haas Ryan Lochte Michael Phelps Clark Smith* | Plavání              | Muži 4 × 200 metrů volný způsob štafeta   |
| Zlato   | Katie Ledecká | Plavání              | Ženy 200 metrů volný způsob               |
| Zlato   | Kristin Armstrongová | Cyklistika           | Ženy časovka                              |
| Zlato   | Maya DiRado Missy Franklinová* Katie Ledecká Melanie Margalisová* Cierra Rungeová* Allison Schmittová Leah Smithová | Plavání              | Ženy 4 × 200 metrů volný způsob štafeta   |
| Zlato   | Simone Bilesová | Sportovní gymnastika | Ženy jednotlivci víceboj                  |
| Zlato   | Kayla Harrisonová | Judo                 | Ženy 78 kg                                |
| Zlato   | Ryan Murphy | Plavání              | Muži 200 metrů znak                       |
| Zlato   | Michael Phelps | Plavání              | Muži 200 metrů jednotlivci polohový závod |
| Zlato   | Simone Manuelová | Plavání              | Ženy 100 metrů volný způsob               |
| Zlato   | Michelle Carterová | Atletika             | Ženy vrh koulí                            |
| Zlato   | Anthony Ervin | Plavání              | Muži 50 metrů volný způsob                |
| Zlato   | Katie Ledecká | Plavání              | Ženy 800 metrů volný způsob               |
| Zlato   | Maya DiRadoová | Plavání              | Ženy 200 metrů znak                       |
| Zlato   | Jeff Henderson | Atletika             | Muži skok daleký                          |
| Zlato   | Amanda Elmoreová Tessa Gobboová Elle Loganová Meghan Musnickiová Amanda Polková Emily Reganová Lauren Schmetterlingová Kerry Simmondsová Katelin Snyderová | Veslování            | Ženy osma                                 |
| Zlato   | Nathan Adrian Kevin Cordes* Caeleb Dressel* Cody Miller Ryan Murphy Michael Phelps David Plummer* Tom Shields* | Plavání              | Muži 4 × 100 metrů polohový závod štafeta |
| Zlato   | Kathleen Bakerová Lilly Kingová Simone Manuelová Katie Meiliová* Olivia Smoligaová* Dana Vollmerová Abbey Weitzeilová* Kelsi Worrellová* | Plavání              | Ženy 4 × 100 m polohový závod štafeta     |
| Zlato   | Simone Bilesová | Sportovní gymnastika | Ženy přeskok                              |
| Zlato   | Bethanie Matteková-Sandsová Jack Sock | Tenis                | Smíšená čtyřhra                           |
| Zlato   | Christian Taylor | Atletika             | Muži trojskok                             |
| Zlato   | Simone Bilesová | Sportovní gymnastika | Ženy prostná                              |
| Zlato   | Brianna Rollinsová | Atletika             | Ženy 100 m překážek                       |
| Zlato   | Tianna Bartolettaová | Atletika             | Ženy skok daleký                          |
| Zlato   | Kerron Clement | Atletika             | Muži 400 m překážek                       |
| Zlato   | Ryan Crouser | Atletika             | Muži vrh koulí                            |
| Zlato   | Ashton Eaton | Atletika             | Muži desetiboj                            |
| Zlato   | Dalilah Muhammadová | Atletika             | Ženy 400 m překážek                       |
| Zlato   | Helen Maroulisová | Zápas                | Ženy volný způsob 53 kg                   |
| Zlato   | Morolake Akinosun* Tianna Bartolettaová Tori Bowieová Allyson Felixová English Gardnerová | Atletika             | Ženy 4 × 100 m štafeta                    |
| Zlato   | Connor Fields | Cyklistika           | Muži BMX                                  |
| Zlato   | Ženy - družstvo vodního póla Caroline Clarková Kami Craigová Rachel Fattalová Aria Fischerová Makenzie Fischerová Kaleigh Gilchristová Samantha Hillová Ashleigh Johnsonová Courtney Mathewsonová Madeline Musselmannová Kiley Neushulová Melissa Seidemannová Maggie Steffensová | Vodní pólo           | Ženy                                      |
| Zlato   | Matthew Centrowitz Jr. | Atletika             | Muži 1500 m                               |
| Zlato   | Kyle Clemons* Arman Hall Tony McQuay LaShawn Merritt Gil Roberts David Verburg* | Atletika             | Muži 4 × 400 m štafeta                    |
| Zlato   | Taylor Ellis-Watson* Allyson Felixová Phyllis Francisová Natasha Hastingsová Francena McCororyová* Courtney Okolová | Atletika             | Ženy 4 × 400 m štafeta                    |
| Zlato   | Ženy - družstvo baskedbalistek Seimone Augustusová Sue Birdová Tamika Catchingsová Tina Charlesová Elena Delle Donneová Sylvia Fowlesová Brittney Grinerová Angel McCoughtryová Maya Mooreová Breanna Stewartová Diana Taurasiová Lindsay Whalenová                               | Basketbal            | Turnaj žen                                |
| Zlato   | Gwen Jorgensenová | Triatlon             | Ženy                                      |
| Zlato   | Carmelo Anthony Harrison Barnes Jimmy Butler DeMarcus Cousins DeMar DeRozan Kevin Durant Paul George Draymond Green Kyrie Irving DeAndre Jordan Kyle Lowry Klay Thompson | Basketbal            | Turnaj mužů                               |
| Zlato   | Claressa Shieldsová | Box                  | Ženy Střední váha (– 75 kg)               |
| Zlato   | Kyle Snyder | Zápas                | Muži volný způsob 97 kg                   |
| Stříbro | Brady Ellison Zach Garrett Jake Kaminski | Lukostřelba          | Muži družstvo                             |
| Stříbro | Chase Kalisz | Plavání              | Muži 400 m jednotlivci polohový závod     |
| Stříbro | Maya DiRadoová | Plavání              | Ženy 400 m jednotlivci polohový závod     |
| Stříbro | Katie Ledecká Simone Manuelová Lia Nealová* Allison Schmittová* Dana Vollmerová Amanda Weirová* Abbey Weitzeilová | Plavání              | Ženy 4 × 100 m volný způsob štafeta       |
| Stříbro | Alexander Massialas | Šerm                 | Muži fleret                               |
| Stříbro | David Boudia Steele Johnson | Skoky do vody        | Muži synchronized 10 metrů věž            |
| Stříbro | Kathleen Bakerová | Plavání              | Ženy 100 m znak                           |
| Stříbro | Travis Stevens | Judo                 | Muži − 81 kg                              |
| Stříbro | Sam Dorman Michael Hixon | Skoky do vody        | Muži synchronized 3 metrů prkno           |
| Stříbro | Daryl Homer | Šerm                 | Muži šavle                                |
| Stříbro | Josh Prenot | Plavání              | Muži 200 m prsa                           |
| Stříbro | Aly Raismanová | Sportovní gymnastika | Ženy jednotlivci víceboj                  |
| Stříbro | Michael Phelps | Plavání              | Muži 100 m motýlek                        |
| Stříbro | Tori Bowieová | Atletika             | Ženy 100 m                                |
| Stříbro | Kelly Catlin Chloe Dygert Sarah Hammer Jennifer Valente | Cyklistika           | Ženy družstvo stíhací závod               |
| Stříbro | Genevra Stoneová | Veslování            | Ženy skif                                 |
| Stříbro | Connor Jaeger | Plavání              | Muži 1500 m volný způsob                  |
| Stříbro | Simone Manuelová | Plavání              | Ženy 50 m volný způsob                    |
| Stříbro | Justin Gatlin | Atletika             | Muži 100 m                                |
| Stříbro | Madison Kocianová | Sportovní gymnastika | Ženy bradla                               |
| Stříbro | Rajeev Ram Venus Williamsová | Tenis                | Smíšená čtyřhra                           |
| Stříbro | Allyson Felixová | Atletika             | Ženy 400 m                                |
| Stříbro | Laurie Hernandezová | Sportovní gymnastika | Ženy kladina                              |
| Stříbro | Will Claye | Atletika             | Muži trojskok                             |
| Stříbro | Sarah Hammerová | Cyklistika           | Ženy omnium                               |
| Stříbro | Danell Leyva | Sportovní gymnastika | Muži bradla                               |
| Stříbro | Danell Leyva | Sportovní gymnastika | Muži hrazda                               |
| Stříbro | Aly Raismanová | Sportovní gymnastika | Ženy prostná                              |
| Stříbro | Evan Jager | Atletika             | Muži 3000 m steeplechase                  |
| Stříbro | Nia Aliová | Atletika             | Ženy 100 m překážek                       |
| Stříbro | Britney Reeseová | Atletika             | Ženy skok daleký                          |
| Stříbro | Lucy Davis Kent Farrington Beezie Madden McLain Ward | Jezdectví            | družstvo parkurové skákání                |
| Stříbro | Joe Kovacs | Atletika             | Muži vrh koulí                            |
| Stříbro | Sandi Morrisová | Atletika             | Ženy skok o tyči                          |
| Stříbro | Alise Postová | Cyklistika           | Ženy BMX                                  |
| Stříbro | Paul Chelimo | Atletika             | Muži 5000 m                               |
| Stříbro | Shakur Stevenson | Box                  | Muži Bantamová váha (– 56 kg)             |
| Bronz   | Corey Cogdellová | Sportovní střelba    | Ženy trap                                 |
| Bronz   | Cody Miller | Plavání              | Muži 100 m prsa                           |
| Bronz   | Leah Smithová | Plavání              | Ženy 400 m volný způsob                   |
| Bronz   | Dana Vollmerová | Plavání              | Ženy 100 m motýlek                        |
| Bronz   | Conor Dwyer | Plavání              | Muži 200 m volný způsob                   |
| Bronz   | David Plummer | Plavání              | Muži 100 m znak                           |
| Bronz   | Katie Meiliová | Plavání              | Ženy 100 m prsa                           |
| Bronz   | Phillip Dutton | Jezdectví            | jednotlivci jezdecká všestrannost         |
| Bronz   | Maya DiRadoová | Plavání              | Ženy 200 m jednotlivci polohový závod     |
| Bronz   | Nathan Adrian | Plavání              | Muži 100 m volný způsob                   |
| Bronz   | Brady Ellison | Lukostřelba          | Muži jednotlivci                          |
| Bronz   | Nico Hernández | Box                  | Muži Lehká muší váha (– 49 kg)            |
| Bronz   | Allison Brock Laura Graves Kasey Perry-Glass Steffen Peters | Jezdectví            | družstvo drezura                          |
| Bronz   | Miles Chamley-Watson Race Imboden Alexander Massialas Gerek Meinhardt | Šerm                 | Muži družstvo fleret                      |
| Bronz   | Kim Rhodeová | Sportovní střelba    | Ženy skeet                                |
| Bronz   | Nathan Adrian | Plavání              | Muži 50 m volný způsob                    |
| Bronz   | Steve Johnson Jack Sock | Tenis                | Muži čtyřhra                              |
| Bronz   | Monica Aksamitová Ibtihaj Muhammadová Dagmara Wozniaková Mariel Zagunisová | Šerm                 | Ženy družstvo šavle                       |
| Bronz   | LaShawn Merritt | Atletika             | Muži 400 m                                |
| Bronz   | Matt Kuchar | Golf                 | Muži jednotlivci                          |
| Bronz   | Alexander Naddour | Sportovní gymnastika | Muži kůň našíř                            |
| Bronz   | Sarah Roblesová | Vzpírání             | Ženy +75 kg                               |
| Bronz   | Clayton Murphy | Atletika             | Muži 800 m                                |
| Bronz   | Sam Kendricks | Atletika             | Muži skok o tyči                          |
| Bronz   | Emma Coburnová | Atletika             | Ženy 3000 m steeplechase                  |
| Bronz   | Simone Bilesová | Sportovní gymnastika | Ženy kladina                              |
| Bronz   | Jennifer Simpsonová | Atletika             | Ženy 1500 m                               |
| Bronz   | Caleb Paine | Jachting             | Muži třída Finn                           |
| Bronz   | Tori Bowieová | Atletika             | Ženy 200 m                                |
| Bronz   | Kristi Castlinová | Atletika             | Ženy 100 m překážek                       |
| Bronz   | April Rossová Kerri Walsh Jennings | Plážový volejbal     | Ženy                                      |
| Bronz   | Ashley Spencerová | Atletika             | Ženy 400 m překážek                       |
| Bronz   | David Boudia | Skoky do vody        | Muži 10 m věž                             |
| Bronz   | Jackie Gallowayová | Taekwondo            | Ženy +67 kg                               |
| Bronz   | Ženy - družstvo volejbalistek Rachael Adamsová Foluke Akinradewoová Kayla Banwarthová Alisha Glassová Christa Harmottoová Kimberly Hillová Jordan Larsonová Carli Lloydová Karsta Loweová Kelly Murphyová Kelsey Robinsonová Courtney Thompsonová                                 | Volejbal             | Ženy                                      |
| Bronz   | J'den Cox | Zápas                | Muži volný způsob 86 kg                   |
| Bronz   | Galen Rupp | Atletika             | Muži marathon                             |
| Bronz   | Muži - družstvo volejbalistů Matthew Anderson Micah Christenson Maxwell Holt Thomas Jaeschke Davie Lee William Priddy Aaron Russell Taylor Sander Erik Shoji Kawika Shoji David Smith Murphy Troy                                                                                 | Volejbal             | Muži                                      |

Poznámka * - nebyli členy finálové štafety